# منتخب بنغلاديش لكرة اليد
منتخب بنغلاديش لكرة اليد هو ممثل بنغلاديش الرسمي في المنافسات الدولية في كرة اليد
.